# Прінос-Північ
Прінос-Північ — офшорне нафтове родовище, розташоване у грецькому секторі Егейського моря в затоці Кавала.

## Опис
У 1970-х роках за розвідку у басейні Прінос узявся консорціум, очолюваний компанією Oceanic (у 1976-му поступилась своєю часткою канадській компанії Denison Mines). В 1974-му ним було відкрите нафтове родовище Прінос, для оконтурювання якого спорудили кілька оціночних свердловин. Однією з них стала пробурена в 1976-му Prinos-4, під час спорудження якої виявили нафтове родовище-сателіт Прінос-Північ. У 1993-му пробурили розвідувальну свердловину Prinos North 2, яка виявила основну частину родовища. Поклади нафти тут пов'язані із пісковиками епохи міоцену. Як і у випадку з родовищем Прінос, попутний газ Прінос-Північ має високий вміст сірководню.
У 1996-му з платформи Альфа родовища Прінос спорудили оціночну похило-спрямовану свердловину PNA-H1. Вона досягнула Прінос-Північ та дозволила почати видобуток з нього, який у 1997-му вийшов на пік у 3000 барелів на добу. Тим часом на тлі масштабного падіння цін на нафту існуючий консорціум відмовився від розробки родовищ басейну Пріносу, що в 1999-му навіть призвело до призупинення видобутку. Права на розробку опинились у приватної компанії Eurotech Services (67 %) та асоціації робітників (33 %) і того ж року видобуток на Прінос-Північ відновили, проте в 2004-му він знову припинився, на цей раз через високий вміст води у продукції свердловини (на цей момент з PNA-H1 отримували лише 300 барелів нафти на добу). Спроба виправити ситуацію шляхом буріння у 2004-му бічного стовбуру, відомого як PNA-H2, завершилась невдало.
У 2003-му контроль над Eurotech Services отримала британська Regal Petroleum, яка в 2007-му продала свої права Aegean Energy (в подальшому змінила назву на Energean). Остання узялась за інвестування у родовища басейну Прінос, при цьому першою закладеною свердловиною стала PNA-H3, яка становила ще один бічний стовбур від PNA-H1. Для її спорудження з Норвегії на судні для транспортування негабаритних вантажів Fjord доставили самопідіймальну установку Energy Exerter, котра після 135 діб буріння досягла у PNA-H3 довжини в 4370 метрів (на той час найдовша грецька свердловина), з яких 358 метрів становила горизонтальна ділянка. У липні 2009-го видобуток з Прінос-Північ відновився з початковим показником у 1500 барелів на добу, при цьому до 2014-го він вже впав до 220 барелів нафти при рівні обводненості 80 %. Після певних внутрішньосвердловинних робіт дебіт досяг у 2016-му 330 барелів на добу, проте вже наступного року знову зменшився до 227 барелів.
Energean вирішила ще певний час продовжувати експлуатацію PNA-H3, проте доповнити її спорудженою з платформи Альфа новою похило-спрямованою свердловиною PNA-H4, яка мала досягнути незадренованих ділянок родовища. Первісно планувалось задіяти для її буріння румунське самопідіймальне судно GSP Fortuna, яке узялось за роботи в затоці Кавала у 2013-му, проте в підсумку PNA-H4 спорудили у 2018-му за участі бурового тендеру Energean Force, придбаного Energean для обслуговування власних потреб. Довжина горизонтальної ділянки PNA-H4 склала 410 метрів проти проектних 350 метрів через більші, ніж очікувалось, розміри цільової зони.
Станом на 2018-й з Прінос-Північ видобули 4,1 млн барелів нафти, при цьому залишкові видобувні запаси (категорія 2Р) оцінювались у 3,3 млн барелів нафти, а ресурси (категорії 2С) — у 2,4 млн барелів.
Існують плани подальшого розвитку Прінос-Північ зі встановленням тут платформи Омікрон (глибина моря в районі родовища складає біля 30 метрів) для підвищення нафтовилучення шляхом заводнення (підтримки пластового тиску) та використання газліфта. У випадку реалізації цього плану Омікрон буде сполучена з платформою Лямбда на родовищі Епсілон за допомогою двох трубопроводів довжиною по 3,5 км для подачі води та газу.